# Medier i Kanada
Medier i Kanada utgörs av dagspress, Tv, Radio och Internet/webbplatser.

## Dagspress, tidningar
Nästan 8 av 10 kanadensare läser en papperstidning varje dag  till skillnad från Sverige där andelen bara ligger på 6 av 10. Varje kanadensisk stad har en dagstidning, medan mindre städer kan ha veckotidningar, parallellt publicerar de även på internet. Det är överlag i både Sverige, Kanada och andra länder så att det originella sättet att bruka en media minskar, istället görs mer på digitala plattformar.
Flera hundra tidningar publiceras i Kanada, många av de populära tidningarna är från USA, andra får influenser därifrån. I Kanada har de betalda tidningarnas upplagor minskat sedan år 2000, men alla tidningarnas totala upplaga har ändå ökat på grund av att gratistidningar tillkom. 2012 var de ca 5 gånger så många dagstidningar som gratistidningar, ändå stod gratistidningarna för nästan en fjärdedel av alla upplagor.
Majoriteten av dagstidningarna säljs på en lokal marknad, landet har bara två rikstidningar, båda med huvudredaktioner i Toronto. National Post, grundad 1998, är en konservativ tidning medan The Globe and Mail, grundad 1844, är politiskt oberoende. The Globe and Mail är landets näst mest lästa dagstidning, de publicerar 6 dagar i veckan. Den mest lästa tidningen i Kanada är den liberala Toronto Star, grundad 1892.
Tillsammans med CanWest Global, Bell Globemedia, Torstar och Rogers är Québecor ett av landets största medieföretag. Québecor äger bland annat en stor del av televisionen, dagstidningarna, bokförlagen, tidskrifterna, radiostationerna och tryckerierna i landet. De äger den tredje mest lästa tidningen, den franskspråkiga Le Journal de Montréal, grundad 1964. Styrelseordförande är landets före detta premiärminister Brian Mulroney. Tillsammans utgör de få stora medieföretagen i stort sett allt inflytande på landets medielandskap. De små medieföretagen blir sällan framgångsrika i ett land med så pass hög ägarkoncentration.
Kanada har mer än 300 förlag. De flesta engelskspråkiga förlagen ligger i Toronto medan de flesta franskspråkiga ligger i Montréal. Kanada har många magasin och tidskrifter och flera av dem görs på både engelska och franska. Störst är Chatelaine, utgiven av Rogers Communications, ett livsstilsmagasin med en kvinnlig målgrupp som utkommer på båda språken.
Maclean’s och the Hockey news är två veckotidningar i landet som reflekterar landets stora kärlek till sport.

## Television
Den kanadensiska tv-sändningsindustrin delas mellan offentligt och privat ägande. Förutom det statliga public service-företaget Canadian Broadcasting Corporation (CBC) som bildades 1936, finns det 5 stora privata Tv-nät. CTV, ägt av Bell Media, Global ägt av Corus Entertainment och City ägt av Rogers som alla sänder på engelska, men även kanaler som sänder på franska såsom TVA ägt av Québecor och V ägt av V media group.
CBC är idag finansierat av staten men de använder sig av kommersiell finansiering också. De har huvudkontor i Toronto.
1952 startade CBC de första TV-sändningarna i Kanada. Dock hade kanadensare som bodde tillräckligt nära gränsen mot USA kunnat se amerikansk TV ända sedan slutet av 1940-talet. För att motverka det starka inflytandet från USA bland befolkningen införde Kanada ett system där innehållet i radio- och TV-sändningar till viss del måste vara skapat i Kanada, eller av kanadensare. Detta gäller även musik. Minimiandelen ligger mellan 30 och 60 procent, beroende på typ av program och typ av licens. De kommersiella engelskspråkiga medierna har i många fall haft svårt att uppfylla dessa krav, medan de franskspråkiga kanalerna inte haft samma problem. Även om Kanada var sent jämfört med USA med lansering av TV har landet legat i framkant när det gäller distribution, framför allt via kabel-TV som infördes redan 1952. 2013 fanns det cirka 700 kanadensiska kanaler och av dem var cirka 100 franskspråkiga.
Ett litet antal mediekoncerner kontrollerar nästan hela marknaden. Trots att de bara har verksamhet inom landet är två av världens 30 största medieföretag kanadensiska när det gäller omsättning, Rogers Communications och Shaw Communications. Båda är familjeägda och grundades i mitten på 1960-talet. The Canadian Press (La Presse Canadienne), grundad 1917, är landets största nyhetsbyrå. Den drevs från början som ett icke-vinstdrivande kooperativ ägt av kunderna men ägs sedan 2010 av tre av landets största tidningskoncerner.

## Radio
De första radiosändningarna startades 1922, ensamt ägda radiokanaler av enskilda personer. Ca 90 år senare, 2013, fanns det drygt 1 200 radiostationer, varav ca 250 sände på franska. 70 % av alla radiostationerna var kommersiella och ingick i någon av de stora mediekoncernerna, medan public service-företaget CBC som bildades 1936 hade mindre än 13% av lyssnandet. I Sverige har public service företagen 58% av allt lyssnande så det är betydligt mindre i Kanada. CBC sänder på engelska och dotterbolaget Radio-Canada sänder på franska, men de sänder även på ett antal andra minoritetsspråk.

## Internet och mobiltelefoni
Kanada ligger i världstoppen när det gäller användning av internet, framför allt inom sociala medier. 2013 var mer än hälften av befolkningen aktiv på Facebook. De mest besökta sidorna på internet var Google, Facebook och YouTube. Speciellt för Kanada är att inget traditionellt medieföretag finns med på topp-30-listan. Främsta skälet är att ca 80 % av dagstidningarna tar betalt för sitt innehåll på internet. 3G-täckningen är mycket god och når närmare 100 % av hushållen i landet. Det finns ett tiotal operatörer varav tre täcker hela landet. Störst är Rogers Communications med drygt en tredjedel av marknaden.

## Censur, yttrandefrihet, regler och lagstiftning
Yttrande- och tryckfrihet är garanterade enligt grundlagen i Kanada. Pressfrihetsindexen ligger på 11 på en skala mellan 1 och 100 där 1 är bäst och 100 är sämst, enligt Reportrar utan gränser. Ett sämre resultat än Sverige som fått en rankning på 9.